# Национальная медиа ассоциация Узбекистана
Национальная медиа ассоциация Узбекистана (узб. O‘zbekiston Milliy media birlashmasi) — негосударственная некоммерческая организация, основанная в 2003 году и объединяющая средства массовой информации страны, которая занимается развитием медиаиндустрии, поддержкой журналистов и реализацией различных образовательных и профессиональных проектов. Ассоциация активно работает над развитием современной медиа среды, содействует свободе слова и поддерживает профессиональный рост журналистов, играя важную роль в формировании информационной политики страны.

## История и миссия
Национальная медиа ассоциация изначально была создана как Национальная ассоциация электронных СМИ Узбекистана (НАЭСМИ) в 2003 году Фирдавсом Абдухаликовым с целью укрепления медиа сферы Узбекистана и содействия развитию независимой журналистики. Ассоциация ставит перед собой задачу огласки общественно важных проблем, поддержания свободы слова и повышения профессионального уровня журналистов. В 2022 году организация сменила название на Национальная медиа-ассоциация Узбекистана. В начале этого года председателем организации стал Шерзодхон Кудратхужа.

## Структура
В состав Национальной медиа ассоциации входит более 53 средств массовой информации, включая:
- 22 телеканалов;
- 18 радиостанций;
- 8 онлайн телеканалов;
- 2 интернет-издания;
- 1 журнал;
- 1 платформа
- Международный пресс-клуб[6].

## Основные проекты
Национальная медиа ассоциация реализует множество инициатив, направленных на развитие медиаиндустрии:
- Медиацентр «Debat Xoll» — платформа для обсуждения разных общественных мероприятий, которые имеют политический характер;
- Ежегодная национальная церемония награждения «Ренессанс» — торжество для реализации задач, установленных пунктом 37 Приложения 3 к Постановлению Президента Республики Узбекистан № ПП-294 от 27 июня 2022 года «О мерах поддержки работников средств массовой информации и развития сферы журналистики».

Медиафорумы:
- «День радио» — событие, предназначенное Всемирному дню радио (13 февраля);
- «Точка объединения» — мероприятие, посвящённое Всемирному дню свободы печати (3 мая);
- «Неделя СМИ» — ряд медиа-конференций, приуроченных ко Всемирному дню СМИ (27 июня).

Конференции:
- Пресс-секретарей и представителей СМИ;
- «Женский медиа-клуб»;
- Для художественного совета членов ассоциации;
- Для всех негосударственных теле и радиоканалов.

Образовательные проекты:
- Семинары и тренинги с участием местных и международных экспертов;
- Совместные проекты с международными партнёрами, такими как France 24, TRT Avaz, Фонд Конрада Аденауэра и UNICEF;
- Летний медиа-лагерь «Media Camp», организованный совместно с международными медийными партнёрами для начинающих журналистов.

Культурные и спортивные мероприятия:
- Футбольные турниры, такие как «Кубок объединения»;
- Медиа-туры по регионам для ознакомления с достижениями в развитии местных СМИ.

Ассоциация занимается производством медиаконтента для своих телеканалов и радиостанций, которые демонстрируют стабильный рост популярности:
- Фильмы: «Boj Badal», «Katta langar Qu’roni», «Жемчужина Востока»; Был снят фильм «Uch qahramon» совместно с МВД и Кинематографией, в котором Ассоциация была в качестве главного информационного партнера; В сотрудничестве с телеканалами Euronews, «Россия-Культура», CNBC[7], BBC были сняты фильмы «Нукус. Неизвестная коллекция», «Узбекистан. Обретенные откровения», «Узбекистан: легенды о любви», «Узбекистан. Через пески и горы», «Узбекистан — жемчужина песков»[8], «Каракалпакстан. Сквозь пески времени»[9], «Катталангарский Коран: факты и мифы».
- Программы: «Markaziy Studio» на телеканале «My 5», «Bu Kun» на телеканале «Zo‘r», «Zamon» на телеканале «Sevimli», «Ovoza» на телеканале «Renessans», а также информационная передача «Ovoza» на радиостанциях «Hit fm», «Temp fm» «Nukus fm», «Iqbol fm», «Nostalgie fm», «Istiqlol fm», «Diydor fm» «Muloqot fm»;
- Ассоциация занимается созданием роликов совместно с ведомствами и министерствами.

## Издательство
Национальная медиа ассоциация Узбекистана несет ответственность за издание книг-альбомов. Были изданы следующие книги:
- Книги-альбомы «Культурное наследие Узбекистана в мировых коллекциях» в 1-50 томах (томы 1-10 — по 100 экземпляров, томы 11-50 — по 330 экземпляров);
- «Драгоценности узбекского искусства» (комплект из 4 книг + боковой футляр) — 500 экземпляров;
- «Риштанская керамика» — 500 экземпляров;
- «Камолиддин Бехзод, смутивший Мония» — 500 экземпляров;
- «Хазрати Занги ата» — 500 экземпляров;
- Книга-альбом «Надписи на памятниках Узбекистана» в 20 томах — 220 000 экземпляров.
- Книги, которые будут переданы мировому сообществу:
- «Рюи Гонсалес де Клавихо. Путешествие в Темуридский дворец» — 500 экземпляров;
- «Восточная миниатюра: исторические личности» — 1 000 экземпляров;
- «Возрождение Великого шелкового пути в эпоху реформ: итоги официального визита Президента Узбекистана Шавката Мирзиёева в Японию» — 500 экземпляров;
- Книги-альбомы «Новый Узбекистан» на узбекском языке — 2 000 экземпляров, на английском языке — 2 000 экземпляров, на русском языке — 2 000 экземпляров (всего 6 000 экземпляров).

## Партнёры
- Национальное агентство кинематографии Узбекистана;
- Международные организациями, такие как Фонд имени Конрада Аденауэра, ЮНЕСКО, ЮНИСЕФ, информационное агентство «Синьхуа», Фонд ООН в  области народонаселения, а также Центр народной дипломатии ШОС в Узбекистане;
- Взаимодействие с зарубежными телерадиокомпаниями, такими как BBC, CNN, Euronews, France Medias Monde и TRT Avaz, France 24 и Медиа корпорация Китая.